# Farmaco da banco
Un farmaco da banco (FdB), anche detto OTC (dall'inglese Over The Counter, sopra il banco), è un farmaco da automedicazione dispensato direttamente dal farmacista al paziente senza obbligo di prescrizione medica.

## Caratteristiche
Differiscono dai farmaci con obbligo di prescrizione medica i quali possono essere dispensati solo a pazienti in possesso di una ricetta valida. In molti paesi i FdB sono tali in quanto definiti da un'agenzia governativa, che ne garantisce efficacia e sicurezza anche quando usati senza la supervisione di un medico.
I FdB sono generalmente regolamentati in base ai principi attivi che contengono piuttosto che come medicinali. Tale regolamentazione consente ai produttori la libertà di formulare i principi attivi o combinazioni di essi in forme di dosaggio brevettabili.

## Nel mondo
In alcuni paesi alcuni farmaci senza obbligo di prescrizione possono prevedere una regolamentazione particolare, come la vendita da parte di un farmacista solo dopo l'accertamento della necessità del farmaco o in seguito all'educazione del paziente.
In molti paesi alcuni farmaci da banco sono disponibili in strutture diverse dalla farmacia, come supermercati ed altro. La regolamentazione sui negozi che sono autorizzati alla vendita dei medicinali e sulla necessità o meno di ricetta medica varia significativamente da paese a paese.

### Canada
In Canada esiste una categoria intermedia tra i farmaci da banco e quelli con obbligo di prescrizione: farmaci senza obbligo di ricetta che devono essere tenuti dietro al banco o in un posto facilmente visibile dal farmacista. Tale categoria include medicinali contenenti basse concentrazioni di codeina, rilassanti muscolari e alcuni antistaminici.

### Italia
I farmaci da banco sono disponibili in farmacia e, in seguito alla liberalizzazione del 2006 (decreto Bersani del 2007), anche all'interno del locale parafarmacia degli esercizi commerciali al dettaglio, alimentare e non alimentare (gli esercizi commerciali previsti dall'art. 4 del decreto legislativo 31 marzo 1998, n. 114). La parafarmacia così ubicata deve essere separata dagli altri reparti e  deve obbligatoriamente prevedere la presenza di un farmacista abilitato.
Esiste anche una categoria intermedia (simile a quella prevista dalle leggi canadesi) di farmaci senza obbligo di prescrizione (SOP) i quali non possono essere oggetto di pubblicità. Sia i farmaci da banco che i SOP sono farmaci che appartengono prevalentemente alla fascia C, in quanto a totale carico del cittadino (nel 2006 solo 64 SOP erano di fascia A). In Italia i FdB e SOP sono in totale circa 2 220 (secondo dati dell'Agenzia italiana del farmaco), e per essi viene spesa annualmente l'equivalente del 10% del totale dei farmaci a pagamento (dato da FdB + SOP + Farmaci con obbligo di prescrizione). Anche alcuni rimedi fitoterapici possono essere ritenuti prodotti da banco in quanto farmaci vegetali, nonostante molti di essi portino a corredo la dicitura di integratori naturali. Questa fitoterapia comunque necessita sempre di conoscenze specifiche e di consiglio appropriato anche in farmacia dietro il banco.
La pubblicità dei farmaci da banco è consentita, ma deve rispettare una serie di condizioni, al fine di tutelare il consumatore da messaggi ingannevoli:
- il messaggio deve comprendere le informazioni indispensabili per un uso corretto del farmaco e un invito esplicito a «leggere attentamente le avvertenze»
- non deve indurre all'autodiagnosi e quindi non deve far apparire superflua la consultazione con il medico, in particolare se il farmaco è venduto per corrispondenza
- non deve far ritenere che il farmaco sia privo di effetti collaterali
- l'efficacia del farmaco non deve essere paragonata a quella di altri trattamenti e non deve essere ritenuta migliorativa dello stato di buona salute dell'utilizzatore
- non devono essere presentate dichiarazioni o raccomandazioni di scienziati o personaggi noti
- il prodotto deve essere presentato chiaramente come "medicinale" e non deve essere equiparato a una sostanza "naturale"
- il messaggio pubblicitario non può contenere rappresentazioni visive impressionanti o ingannevoli di parti del corpo alterate da malattie o da lesioni
- non deve rivolgersi ai bambini.

### Regno Unito
Nel Regno Unito la vendita dei medicinali è disciplinata dal Medicines Act del 25 ottobre 1968. I medicinali sono suddivisi in tre categorie:
1. Prescription Only Medication (POM, medicinali con obbligo di prescrizione), disponibili solo con una ricetta medica valida.
2. General Sales List (GSL, lista di vendita generale), vendibili ovunque in quanto considerati sicuri. Appartengono a questa categoria antidolorifici e confezioni con un ridotto numero di unità posologiche di antistaminici, lassativi e creme.
3. Pharmacy Medicines (P, medicinali da farmacia) che legalmente non sono né POM né GSL. Possono essere venduti nelle farmacie.

### Stati Uniti d'America
Negli Stati Uniti la produzione e la vendita degli OTC è regolata dalla Food and Drug Administration. In particolare la FDA richiede per ogni nuovo farmaco l'invio di un'apposita domanda (NDA—New Drug Application) prima dell'immissione in commercio,a meno che non siano "generalmente riconosciuti come sicuri ed efficaci" (GRAS/E).
Per sanare la posizione dei molti farmaci OTC già presenti sul mercato da prima che fosse richiesta l'NDA, la FDA ha creato un sistema di monografie di farmaci che, in seguito alla valutazione di un gruppo di esperti, sono riconosciuti come GRAS/E.
Ciò significa che per alcune classi di farmaci OTC non sarà richiesta NDA se conformi alle linee guida su dosi, etichetta e avvertenze espresse nel Code of Federal Regulations.
Pertanto negli Stati Uniti un farmaco OTC può essere autorizzato alla vendita o in quanto conforme ad una monografia FDA o in seguito al completamento di una NDA. La pubblicità degli OTC negli Stati Uniti è regolamentata dalla Federal Trade Commission.